# Fernand Gravey
Fernand Gravey (Ixelles, 25 de diciembre de 1905–París, 2 de noviembre de 1970), también conocido como Fernand Gravet en los Estados Unidos, fue un actor cinematográfico belga.

## Biografía
Su verdadero nombre era Fernand Maurice Noël Mertens, y nació en Ixelles, Bélgica. Sus padres eran los actores Georges Mertens y Fernande Depernay, que habían actuado en el cine mudo producido por la pionera productora "Belge Cinéma Film" (subsidiaria de Pathé). Empezó a actuar a los cinco años de edad bajo la dirección de su padre. Antes del inicio de la Primera Guerra Mundial recibió educación en el Reino Unido, motivo por el cual hablaba con fluidez el francés y el inglés, circunstancia que le sería de utilidad en el momento de interpretar sus papeles cinematográficos. Durante la guerra, Gravey entró a servir en la Marina Mercante Británica. 
En 1913 y 1914 actuó en cuatro filmes mudos, pero su primer título de cierta importancia fue L'Amour Chante en 1930. En 1933 rodó su primera película en inglés, Bitter Sweet, historia que consiguió una mayor fama con la versión producida en 1940 con Jeanette MacDonald y Nelson Eddy. 
En 1937, tras otros varios filmes franceses y británicos, Gravey fue el centro de una extravagante campaña publicitaria de Hollywood, en la cual se daban instrucciones al público sobre la correcta pronunciación de su nombre. 
Los papeles que se le ofrecían eran de carácter estándar, siendo elegido para interpretar tipos similares a los encarnados por Louis Jordan en las décadas de 1950 y 1960. Sus dos primeras actuaciones en los Estados Unidos fueron en los filmes de los estudios Warner Bros. The King and the Chorus Girl (1937), su quinto título en inglés (trabajando con Joan Blondell y Jane Wyman), y Fools for Scandal (1938), con Carole Lombard y Ralph Bellamy. Posteriormente firmó un contrato con Metro-Goldwyn-Mayer y fue elegido para interpretar a Johann Strauss en el biopic The Great Waltz, junto a Luise Rainer y Miliza Korjus. 
Justo antes de la ocupación Nazi, Gravey volvió a Francia. Aunque aceptó trabajar en películas francesas autorizadas por los alemanes, formó parte del Ejército Secreto Francés y de la Legión Extranjera Francesa. 
Gravey volvió al cine como héroe de guerra, trabajando en producciones como La Ronde (con Danielle Darrieux), y Royal Affairs in Versailles (1954). Tras la contienda hizo también incursiones teatrales, entre las que pueden mencionarse La Petite Hutte (1947), de André Roussin.
Entre sus últimas actuaciones en inglés figuran How to Steal a Million (1966), La dama de Beirut (junto a Sara Montiel), Los cañones de San Sebastián (1968) y La loca de Chaillot (1969), film en el que interpretaba a un inspector de policía.
Fernand Gravey falleció en 1970 en París, Francia, a causa de un ataque al corazón.

## Selección de su filmografía
- El gran vals (The Great Waltz) (1938)
- Le dernier tournant (1939)
- Du Guesclin (1949)
- La ronda (1950)
- My Wife Is Formidable (1951)
- Courte tête (1956)
- La dama de Beirut (1966)